# Mathieu Debuchy
Mathieu Debuchy (Fretin, 1985. július 28. –) francia labdarúgó. Leggyakrabban jobbhátvédként játszik, de védekező középpályásként is bevethető. A francia válogatott tagjaként ott volt a 2012-es Európa-bajnokságon és a 2014-es labdarúgó-világbajnokságon.

## Pályafutása

### Lille
Debuchy szülővárosa csapatában, az US Frétinben kezdett futballozni, majd nyolcéves korában a Lille ifiakadémiájára került. Tíz évet töltött az ifik között, majd a 2003/04-es szezon téli szünetében felkerült az első csapathoz. A 33-as számú mezt kapta meg, és 2004. január 31-én, a Metz ellen debütált. Végigjátszotta a találkozót, csapata 1-0-ra győzött. A szezon során még ötször lépett pályára, kétszer kezdőként, háromszor csereként.
A következő idényben megkapta a 2-es számú szerelést, és több játéklehetőséghez jutott. 19 mérkőzésen lépett pályára és három gólt szerzett. Első találatát egy Bordeaux elleni találkozón szerezte, rögtön az első percben. A Lille remekül szerepelt a szezonban, második helyen végzett, így bejutott a Bajnokok Ligájába. A 2005/06-os évadot már a kezdőcsapat tagjaként kezdte. 2006. március 26-án, egy Strasbourg elleni meccsen térdsérülést szenvedett, ami miatt meg is kellett operálni, és hat hónapig nem játszhatott. Egy héttel később, április 4-én 2010-ig meghosszabbította a szerződését a csapattal.
2011. február 28-án újabb, 2015-ig szóló szerződést írt alá a csapattal. A 2010/11-es szezon remekül sikerült a számára, csapatával a bajnoki címet és a kupát is megnyerte. A Lille OSC 1954 óta először lett bajnok és 1946 óta először tudott duplázni. Debuchy a következő idény első meccsén, a Nancy ellen gólt szerzett. 2012. február 12-én ő is ott volt a Bordeaux elleni emlékezetes meccsen, melyet csapata végül 5-4-re elveszített. Ő szerezte a Lille harmadik gólját. Egy héttel később győztes gólt szerzett a Lorient ellen. A szezon remekül sikerült Debuchy számára, bekerült az álomcsapatba is.

### Newcastle United
2013. január 4-én öt és fél éves szerződést kötött az angol Newcastle United együttesével, nem nyilvános összegért.

### Arsenal
2014. július 17-én jelentették be érkezését a londoni klubhoz.

### Saint-Étienne
2018. január 31-én a Saint-Étienne szerződtette, miután az Arsenal felbontotta a szerződését.

### Valenciennes
2021. augusztus 13-án ingyen szerződtette a Valenciennes csapata.

## Válogatott
Debuchyt 2010. augusztus 5-én hívták be először a francia válogatottba, egy Norvégia elleni barátságos meccsre, de nem jutott játéklehetőséghez. Végül 2011 novemberében mutatkozhatott be a csapatban. Első gólját 2012. május 27-én, Izland ellen szerezte. Bekerült a franciák 2012-es Európa-bajnokságra utazó keretbe. Végigjátszotta csapata első két csoportmeccsét, Anglia és Ukrajna ellen.

## Sikerei, díjai

### Klubcsapatban

#### Lille
- Francia bajnok: 2010–11
- Francia kupa: 2011

#### Arsenal
- Angol kupa: 2014–15
- Angol szuperkupa: 2014, 2015

## Fordítás
- Ez a szócikk részben vagy egészben  a   Mathieu Debuchy című angol Wikipédia-szócikk fordításán alapul.  Az eredeti cikk szerkesztőit annak laptörténete sorolja fel. Ez a jelzés csupán a megfogalmazás eredetét és a szerzői jogokat jelzi, nem szolgál a cikkben szereplő információk forrásmegjelöléseként.